# Real de Minas de San Juan Bautista de Sonora
El Real de Minas de San Juan Bautista de Sonora era la ubicación de uno de las primeras minas de plata en Sonora, entonces parte de la Nueva España.
Ahora en ruinas, se encuentra cerca al pueblo de Cumpas, fundado en 1643 por el misionero jesuita Egidio Monteffio.
El nombre de Sonora parece haber sido dado por primera vez al valle principal o al distrito minero San Juan Bautista, y más tarde fue utilizado para la provincia entera. Los depósitos minerales más ricos fueron descubiertos en San Juan Bautista en 1657. El Presidio de las Fronteras de Sonora estuvo creado en 1690, una fuerza armada sin base permanente, pero operando al principio fuera del campamento minero San Juan Bautista. En 1693 Domingo Jironza Petriz de Cruzate, gobernador de Nuevo México, fue nombrado capitán de por vida del Presidio de las Fronteras y alcalde de Sonora estando hasta 1701. En 1702 Don Juan Francisco de Bustamante y Velasco ocupó su puesto. Después en 1724 San Juan Bautista ya formaba parte de la provincia de Nueva Vizcaya y estuvo administrado por el Alcalde alcalde de Sonora y minas de San Juan Bautista.
En 1722, San Juan Bautista era la escena de reuniones donde los ciudadanos principales y autoridades civiles de las provincias de Sinaloa y Sonora, Ostimuri propuso revisar el sistema de gobierno, entonces dominado por las misiones jesuita. Propusieron una organización secular con tierras de misión, dividiendo entre indios y colonos, dando a los indios la libertad para trabajar donde quisieran. Las reuniones eran convocadas por Rafael Pacheco Cevallos y el capitán Gregorio Álvarez Tuñón y Quirós. Dos diputados estuvieron escogidos para representar las comunidades, un minero y un mercader.
Una descripción de Sonora en 1767 dijo que la mina había sido abandonada, con sus canales inundados, debido a la hostilidad de los apaches. Debido a su importancia histórica, el sitio ha sido registrado con el Instituto Nacional de Antropología e Historia.